# Joseph Thienpont

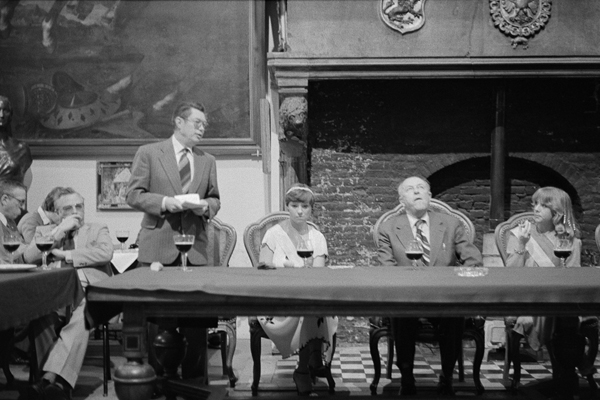
Voordracht door Florent Van Ommeslaeghe in bijzijn van burgemeester Joseph Thienpont (c.1973)

Joseph Marie Romain Aimé Léon Thienpont (Oudenaarde, 6 maart 1913 - Gent, 16 februari 1996) was een Belgisch politicus voor de CVP.
Hij was burgemeester van Edelare van 1947 tot 1965 en vervolgens van de fusiegemeente Oudenaarde van 1968 tot 1983.